# Nils Otteryd
Nils Otteryd, född 23 juli 1906 i Stora Tuna församling, Kopparbergs län, död 23 februari 1981 i Stockholm, var en svensk klassisk klarinettist och saxofonist.
Otteryd studerade vid Kungliga musikkonservatoriet mellan 1926 och 1933 med Emil Hessler som lärare. Han verkade som militärmusiker i flera omgångar 1920–1932, 1936–1938 och 1946–1956. Mellan 1933 och 1938 var Otteryd förste klarinettist i Nordvästra Skånes orkesterförening. Samtidigt studerade han för Aage Oxenvad i Köpenhamn. Från 1957 till 1966 var han anställd i Kungliga hovkapellet och 1938–1973 lärare vid Kungliga Musikhögskolan. Han erhöll professors namn 1962 och Medaljen för tonkonstens främjande 1977. Otteryd blev riddare av Nordstjärneorden 1963. Den 21 maj 1964 invaldes han som ledamot 717 av Kungliga Musikaliska Akademien.